# SN 1971G
SN 1971G – supernowa typu I odkryta 11 kwietnia 1971 roku w galaktyce NGC 4165. Jej maksymalna jasność wynosiła 13,90m.